# Camiel Eurlings
Camiel Eurlings (n. 16 septembrie 1973, Valkenburg⁠(d), Limburg, Țările de Jos) este un om politic neerlandez, membru al Parlamentului European în perioada 2004-2009 din partea Țărilor de Jos.
1. 1 2 3  Parlement & Politiek, accesat în 18 februarie 2015
2. ↑  Deputații în Parlamentul European